# Ribeira do Almargem

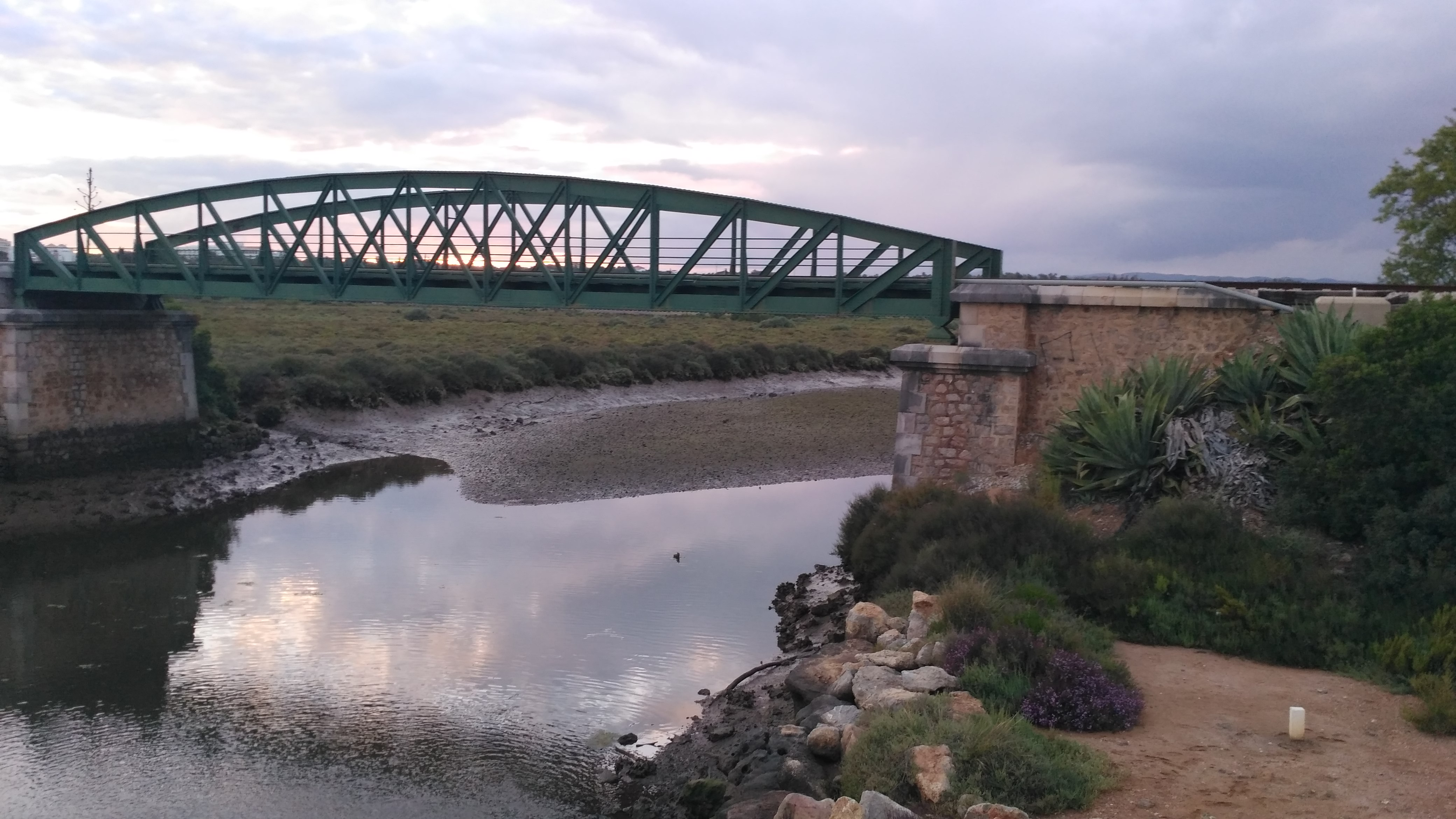
Ponte ferroviária da Ribeira do Almargem. Construída no início do século XX e reforçada continuamente.

## Trajecto

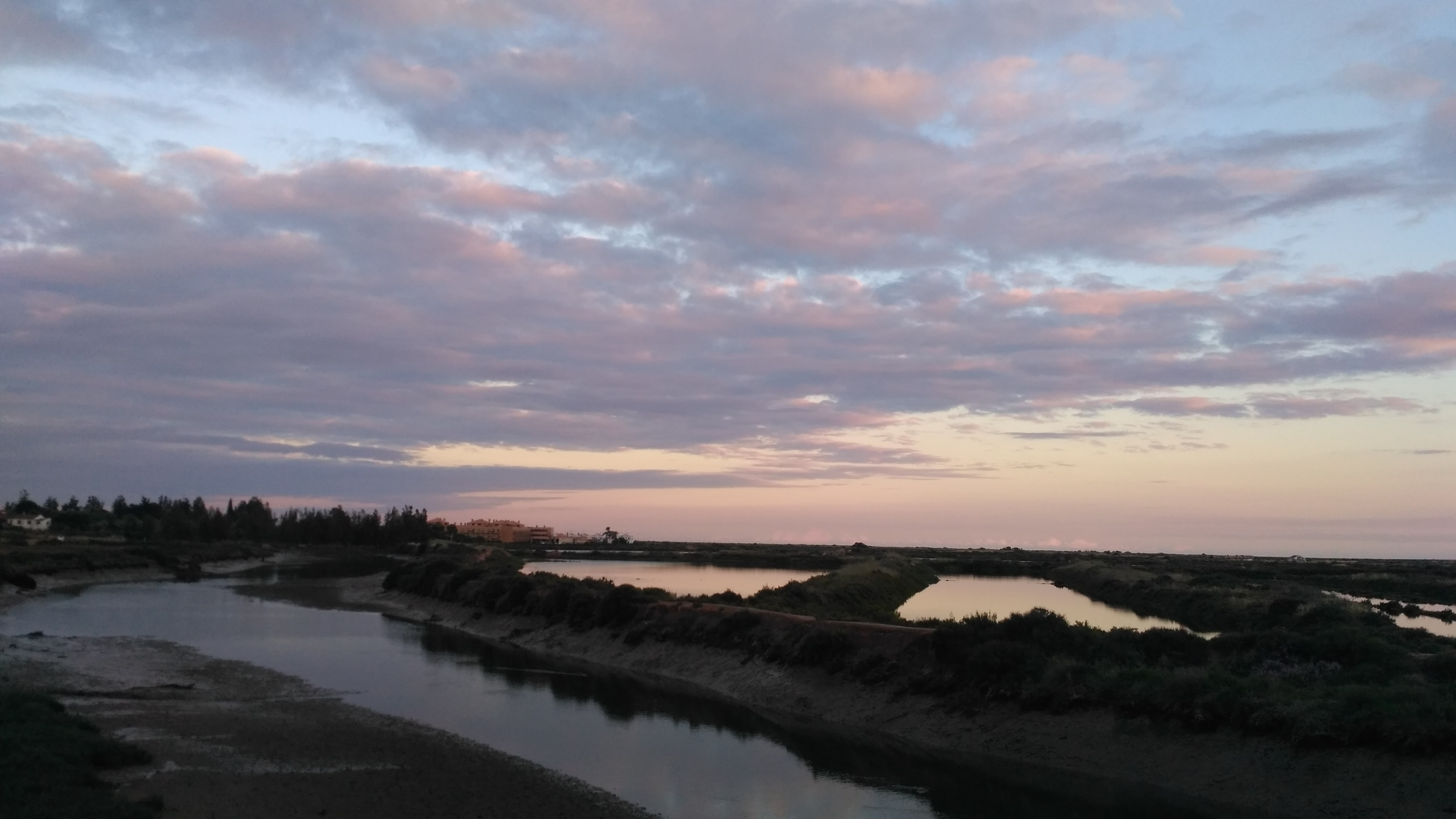
Troço da Ribeira para sul da ponte ferroviária e vista das salinas instaladas para sul da linha férrea.

A Ribeira do Almargem é formada na confluência das ribeira de Carriços e da ribeira de Gafa, junto à Mata Nacional de Conceição. O seu curso principal nasce a cerca de 400 m de altitude, perto da povoação da Borracheira localizada na zona serrana do concelho de Tavira. Denominado inicialmente por ribeira da Tira de Baixo, une-se ao Barranco do Vale de Murta dando origem à ribeira de Carriços. Apesar do seu curso principal percorrer cerca de 25 km, a Ribeira do Almargem tem um desenvolvimento aproximado de 6 km. A ribeira desagua no extremo Este da Ria Formosa, entre as povoações de Cabanas e Tavira.

## História
Delimita historicamente as freguesias da Conceição de Tavira da de Santa Maria de Tavira.
O cartógrafo e engenheiro militar José Sande de Vasconcelos cartografou o vale da Ribeira em 1774.
Existe uma ponte antiga classificada sobre esta ribeira, supõe-se desde o tempo romano. João Baptista da Silva Lopes refere-a em 1841 e há documentação que refere a sua existência no século XV.

## Pontes
Existem quatro pontes sobre esta ribeira no seu trajecto junto à foz, elas são, no sentido da foz:
- Ponte Velha do Almargem
- Ponte Rodoviária do Almargem (da Estrada Nacional 125)
- Ponte Ferroviária do Almargem
- Ponte da Ecovia do Almargem

## Topónimo
Almargem provém do termo árabe almarj, que significa prado ou campo de pastagem.